# Michael Larson
Michael Larson, född 10 maj 1949, död 16 februari 1999, var en amerikansk gameshow-deltagare som orsakade stora rubriker 1984 i USA efter att ha vunnit rekordsumman 110 237 dollar i CBS Press Your Luck. Han gjorde detta genom att studera och memorera brädets beteende. Han memorerade ramens beteende och det faktum att vissa rutor aldrig innehöll whammys (det som fråntar personen allt denne vunnit hittills) och vissa dessutom alltid innehöll extra pengar eller till och med en extra spin, som gjorde att han kunde spela på brädet hur länge han ville. Han körde vid ett tillfälle 40 gånger i rad på brädet innan han passade vidare sina extra spins till en motståndare efter att ha passerat 100 000 dollar vilket var hans mål. Larsons långa spelrunda gjorde att CBS tvingades dela upp hans medverkan i två avsnitt. Till skillnad från de flesta andra vinnare fick han inte återvända till programmet, eftersom han hade passerat CBS vinsttröskel på 25 000 dollar.
CBS såg först Larson som en fuskare och vägrade därför betala ut vinstsumman, men de kunde inte hänvisa till någon klausul i deltagarkontraktet som förbjöd det han gjorde och följaktligen gick CBS med på att betala ut pengarna till honom. CBS förhindrade att något liknande skulle kunna ske igen genom att först månadsvis ändra på ramens beteende för att eventuellt landa på ett system med 32 sekvenser med 18 steg, istället för ett med bara 5 sekvenser.
Michael Larson trodde på snabba sätt att vinna stora mängder pengar, och när han såg Press Your Luck på TV försökte han och lyckades hitta ett mönster i spelbrädets beteende, som skulle uppfattas av tävlande och tittare som helt slumpmässigt. Han omvandlade sin vinstsumma till endollarssedlar i hoppet om att matcha serienumret på någon sedel mot en 50 000-dollarjackpot. Hälften av hans vinstpengar stals i ett inbrott. Larson dog senare av strupcancer.